# Jan Kowalsky
Jan Kowalsky (* 4. Juni 1976 in Hamburg) ist ein deutscher Buchautor, Illustrator, Hochschuldozent und Marketing Manager.

## Leben
Nach einer Ausbildung zum Werbekaufmann studierte Kowalsky Wirtschaftskommunikation in Edinburgh und Toronto. Nach seiner Tätigkeit bei eBay war er von 2010 bis 2014 in leitender Funktion bei der Kommunikationsagentur Kolle Rebbe tätig. 2012 erschien sein erstes Buch Marketing wie aus dem Bilderbuch. 2014 wechselte Kowalsky zu XING und leitet dort seitdem das Marketing.  Ebenfalls 2014 erschien sein viertes Buch Als Schisser um die Welt, das sich 58 Wochen in den Top 50 der Spiegelbestseller hielt. Der teilweise autobiographische Roman beschreibt Kowalskys Zeit auf Reisen, die er unfreiwillig auf Wunsch seiner Frau machte. Kowalsky ist weiter als Illustrator tätig und hat sämtliche seiner veröffentlichten Bücher illustriert.
Seit 2007 ist Kowalsky als Dozent an verschiedenen Hochschulen tätig. Seit 2013 lehrt er Werbepsychologie an der International School of Management in Hamburg. Sein erstes Buch widmete er seinen Studenten.

## Autor
- Das Dach, Studentlitteratur, Lund 2007 ISBN 9789144038414
- Marketing wie aus dem Bilderbuch, Frankfurter Allgemeine Buch, Frankfurt 2012 ISBN 3899812735
- Matching. Marketing-Entscheider im Dialog, New Business, Hamburg 2014 (mit Heiko Burrack) ISBN 3936182515
- Als Schisser um die Welt: Die Geschichte von einem, der mitmusste, Goldmann, München 2015 ISBN 3442158044